# Parapontophilus cornutus
Parapontophilus cornutus is een garnalensoort uit de familie van de Crangonidae. De wetenschappelijke naam van de soort is voor het eerst geldig gepubliceerd in 2008 door Komai.